# Žak Duse (modni kreator)
Žak Duse (fr. Jacques Doucet), rođen 19. februara 1853. u Parizu, gde je i umro 30. oktobra 1929. godine, je bio francuski modni kreator, veliki kolekcionar i mecena, poznata ličnost pariskog modnog i umetničkog života krajem 19. i početkom 20. veka.

## Biografija
Antoan Žak Duse (Antoine Jacques Doucet), rođen je u Parizu, u ulici de la Paix, gde njegov otac, Urban Eduar Duse (Urbain Édouard Doucet), poseduje radnju sa donjim vešom. Bolešljiv, Duse provodi detinjstvo na selu. Nasledivši porodični posao, Duse 1875. počinje da kreira i haljine. U narednim godinama, zahvaljujući inovacijama, Duse uzdiže posao do nivoa visoke mode. Među Duseovim klijentima se nalaze i poznate ličnosti, poput Sare Bernar. Bogatsvo koje je stekao kao modni kreator, Duse će uložiti u kolekcionarstvo i u razvoj istorije umetnosti u Francuskoj.

## Duse kolekcionar
Žak Duse je rano ispoljio svoju strast kolekcionara. U 21. godini kupuje svoju prvu sliku – jedan pejzaž francuskog slikara Rafaelija (Jean-François Raffaëlli). Iste godine, kupuje po jednu sliku od Dega i Manea. Zahvaljujući Dega, Duse otkriva umetnost 18. veka, koja je u to vreme, zaslugom braće Edmonda i Žila Gonkura (Edmond de Goncourt, Jules de Goncourt), ponovo u modi. Počinje da sakuplja umetničke slike, skulpture i predmete iz te epohe. Da bi smestio svoju kolekciju, Duse kupuje 1895. godine kuću u broju 27 ulice Ville-l’Éveque. Kako uskoro prostor postaje nedovoljan za kolekciju koja brzo raste, Duse gradi u broju 19 ulice Spontini veliku privatnu kuću u stilu Luja XVI. Željan da podeli svoju strast kolekcionara sa publikom, on otvara svoju kolekciju za posetioce svake nedelje pre podne.
Međutim, Duse iznenada odlučuje da proda svoju neverovatnu kolekciju i od 5. do 8. juna 1912. organizuje veliku prodajnu aukciju u pariskoj galeriji Žorž Peti (Georges Petit). Prodaja je veliki uspeh, i Duse se sada može posvetiti novoj strasti – umetnosti svoga vremena. Tako će recimo Duse postati prvi vlasnik Gospođica iz Avinjona, poznate Pikasove slike, koju kupuje direktno od umetnika, prema savetu svog tadašnjeg bibliotekara, Andre Bretona. 1913. godine se preseljava u aveniju du Bois. Preostale godine svoga života će posvetiti kolekcionarstvu i istoriji umetnosti.

## Duseova biblioteka istorije umetnosti
Smatrajući da jedna kolekcija treba da bude praćena i odgovarajućom bibliotekom, Duse isprva osniva biblioteku koja se zasniva na njegovoj umetničkoj kolekciju 18. veka. Osnove ove biblioteke su postavljene između 1908. i 1912. godine. Ona je u početku na raspolaganju manjem broju privilegovanih ljubitelja umetnosti i istraživača, da bi od 1909. bila otvorena i za širu puliku, kako francusku tako i iz inostranstva. Uskoro će biblioteka biti proširena, i tematski obuhvatati i francusku umetnost uopšte, kao i umetnost Bliskog i Dalekog istoka. Ova privatna inicijativa je utoliko značajnija, jer se početkom 20. veka u Francuskoj osećala potreba za bogatom bibliotekom iz domena istorije umetnosti.
Duse svoju biblioteku useljava u stan koji iznajmljuje naspram svoje kuće u ulici Spontini. Svake godine Duse iznajmljuje po jedan dodatni stan kako bi u njega smestio rastuću biblioteku. Do 1914, biblioteka zauzima šest stanova, poseduje sto hiljada knjiga i časopisa i zapošljava dvadeset i pet saradnika. Biblioteka čuva takođe i dvadeset hiljada pisama prepiske, pet stotina rukopisa, sto pedeset hiljada fotografija, kao i kolekciju od petnaest hiljada grafika.
Biblioteka je ostala aktivna sve do 1914. godine, kada je zatvorena za publiku zbog izbijanja Prvog svetskog rata. Ova jedinstvena na svetu i vrlo bogata biblioteka postaje preveliki teret i izdatak za Dusea koji odlučuje da je pokloni francuskoj državi. Međutim, ratom oslabljena francuska država zahteva da uz biblioteku dobije takođe i ne malu sumu od sto hiljada franaka, za tretiranje ovog poklona i troškove održavanja biblioteke u prvo vreme. Duse je primoran da proda značajnu kolekciju crteža koju poseduje, i u kojoj se nalaze, između ostalih, i crteži Manea, Dega, Matisa, Bonara, Van Goga, Gogena. Prodajna aukcija je organizovana 28. i 29. decembra 1917, a biblioteka postaje vlasništvo države 1. januara 1918. godine.
U narednim godinama, zbog manjka finansijskih sredstava i ljudskih resursa, biblioteka prolazi kroz teške periode. 1935. godine, biblioteka je preseljena u ulicu Mišle (Michelet), gde se nalaze prostorije novoosnovanog Instituta za umetnost. 1972. godine, biblioteka je pripojena univerzitetima Pariz I et Pariz IV. Tek nakon 1980, biblioteka dobija više pažnje i sredstava od države, zahvaljujući programu CADIST, koji proglašava ovu biblioteku značajnim resursom iz oblasti istorije umetnosti. 1992. godine, biblioteka je preseljena u Ovalnu salu (Salle Ovale) u zgradi Nacionalne Biblioteke Francuske, gde se i danas nalazi. 2003, ona postaje deo novoosnovanog Instituta za istoriju umetnosti (Institut national d'histoire de l'art). U toku je projekat njenog preseljenja u drugu salu na istoj lokaciji, salu Labrust (Labrouste).
Osim biblioteke posvećene istoriji umetnosti, Duse je osnivač i biblioteke posvećene književnosti (Bibliothèque littéraire Jacques Doucet). Nju je Duse poklonio testamentom Pariskom univerzitetu 1. juna 1929. godine.

## Literatura
- JOUBIN, André, Société des amis de la bibliothèque d'art et d'archéologie de l'Université de Paris, bulletin semestriel, n° 1, 1929. [мртва веза] (језик: француски)
- JOUBIN, André, "La vie de la bibliothèque. La Bibliothèque d’art et d’archéologie de l’Université de Paris", Société des amis de la bibliothèque d'art et d'archéologie de l'Université de Paris, bulletin semestriel, n° 1, 1929. [мртва веза] (језик: француски)
- DORMOY, Marie, Jacques Doucet, Abbeville, F. Paillart, 1931, 29 p.
- DORMOY, Marie, "La Bibliothèque littéraire de M. Jacques Doucet", Société des amis de la bibliothèque d'art et d'archéologie de l'Université de Paris, bulletin semestriel, n° 2, 1929. [мртва веза] (језик: француски)
- DORMOY, Marie, Souvenirs et portraits d'amis, Paris, Mercure de France, 1963.
- GASSIER Pierre, ROMAND Jean-Claude, De Goya à Matisse, Bibliothèque d’Art et d’Archéologie, Paris, Fondation Pierre Gianadda, Martigny, 1992.
- BRAND, Catherine, FRECHET, Georges, MORELON, Dominique, "La Bibliothèque de l’INHA, collections Jacques Doucet", Les Nouvelles de l’INHA, n° 13, 2003.  (језик: француски)
- MORANE Daniel, "Le point sur un outil, un fonds, une recherche. Les cabinets d’estampes de Jacques Doucet", Les Nouvelles de l’INHA, n° 19, 2003. [мртва веза] (језик: француски)
- COMMENT Bernard, CHAPON François, Doucet : de fonds en combles. Trésors d’une bibliothèque d’art, Paris, Herscher ; Institut national d'histoire de l’art, 2004.
- ANDRE-DECONCHAT, Simon, "Les Bibliothèques Jacques Doucet à la bibliothèque de l’INHA. La collection d’estampes modernes : instantané d’une époque", Les Nouvelles de l’INHA, n° 25, 2006.  (језик: француски)
- CHAPON, François, C'était Jacques Doucet, Paris, Fayard, 2006.

## Spoljašnje veze
- Internet prezentacija Instituta za istoriju umetnosti u Parizu
- Prezentacija Biblioteke Žak Duse
- Prezentacija Literarne biblioteke Žak Duse